# Kaori Kishitani
Kaori Kishitani (del japonés: 岸谷香 ‘Kishitani Kaori’) (n. 17 de febrero de 1967, Prefectura de Hiroshima, Japón) es una cantautora japonesa de J-pop. Fue la vocalista de la banda Princess Princess. Kishitani es su apellido de casada, su nombre de soltera es Kaori Okui (del japonés: 奥居香, Okui Kaori').

## Biografía
En el año 1983, la empresa  TDK Records realizó una audición de más de mil aspirantes, para formar una banda de rock femenino. Entre las finalistas se encontraba Okui. Ahí se unió a sus compañeras Kanako, Atsuko, Tomoko y Kyoko. Formando el grupo idol japonés Akasaka Komachi, que años más tarde, pasaría a llamarse Princess Princess. 
En 1994 comenzó una carrera como solista con el lanzamiento de su sencillo Kiseki No Toki, y su primer álbum titulado Renaissance.

### Después de Princess Princess
Tras la separación con Princess Princess en 1996, Kaori se ha manteniéndose activa como solista. Con su carrera en solitario ha liberado tres álbum más, el primero liberado en 1997 que lleva por nombre shout, el segundo álbum en julio de 1998, titulado Kyou. En el año 2006 liberó su cuarto álbum nombrado RING TO THE HEAVENS y recientemente en 2014 un best album titulado "The Best and More", mismo que contiene un nuevo sencillo: Romantic Warriors. A lo largo de los años ha sido partícipe también en algunos comerciales de TV.
En 2012 anuncio un reencuentro en los escenarios con Princess Princess, por un periodo reducido de un año para poder recaudar fondos destinados al Terremoto y tsunami de Japón de 2011.
En marzo de 2016, realizó un segundo reencuentro con la banda.

## Actualidad
Actualmente continua con su carrera en solitario, además de colaborar junto a distintos músicos japoneses.

## Vida personal
En 1996 contrajo nupcias con el actor Goro Kishitani, de este matrimonio dio a luz a su primer hijo nacido en el año 2001, y a su segundo hijo en el 2003.

## Discografía

### Álbumes de estudio
| 21 de noviembre de 1994 | Renaissance         |
| 21 de julio de 1997     | shout               |
| 1 de julio de 1998      | Kyou                |
| 31 de mayo de 2006      | RING TO THE HEAVENS |
| 21 de mayo de 2014      | The Best and More   |
| 25 de mayo de 2016      | PIECE of BRIGHT     |

### Singles
| 1 de agosto de 1994     | Kiseki no Toki                  |
| 21 de octubre de 1994   | VANISHING                       |
| 16 de abril de 1997     | Happy Man                       |
| 1 de diciembre de 1997  | SPARKLE                         |
| 30 de mayo de 1998      | Himawari                        |
| 8 de marzo de 2006      | Hello. Hello                    |
| 19 de abril de 2006     | ICE AGE Hyougaki no Kodomotachi |
| 13 de diciembre de 2006 | Singing                         |

### Conciertos
| 21 de marzo de 1998 | KOTV Live Special '97 |

### PhotoBooks
| 25 de septiembre de 1998 | bakatare                        |
| 31 de mayo de 2006       | Kishitani Ienoko Sodate 1826 Hi |